# 木场乡
木场乡，是中华人民共和国云南省临沧市镇康县下辖的一个乡镇级行政单位。

## 行政区划
木场乡下辖以下地区：
木场村、黑马塘村、绿荫塘村、散路坝村、勐撒村、杨柳桥村、芹菜塘村、乌木兰村、打龙村和龙塘村。